# Di nuovo tu
Di nuovo tu è un singolo della cantante italiana Chiara Galiazzo pubblicato il 13 settembre 2024.

## Descrizione
Il brano è stato scritto da Cheope e Stefano Marletta per i testi, e da Edwyn Roberts e Stefano Marletta per la musica.
La cantante ha dichiarato che 
A dicembre è stata pubblicata una versione dance, Di nuovo tu (In The Loop Remix).

## Videoclip
Il videoclip è stato diretto da Lucrezio Catapano, pubblicato in anteprima sul portale di Vanity Fair Italia e poi rilasciato il 17 settembre.

## Tracce
Testo di Cheope e Stefano Marletta, musica di Edwyn Roberts e Stefano Marletta.
1. Di nuovo tu – 3:14